# Pteromalus keralensis
Pteromalus keralensis är en stekelart som beskrevs av Sureshan 2001. Pteromalus keralensis ingår i släktet Pteromalus och familjen puppglanssteklar. Inga underarter finns listade i Catalogue of Life.